# Соколка (зупинний пункт)
Соко́лка (біл. Сако́лка) — пасажирський залізничний зупинний пункт Гомельського відділення Білоруської залізниці на неелектрифікованій лінії Бахмач — Гомель між станціями Зябрівка (2,6 км) та Коренівка (5,6 км). 
Розташований в селі Зябрівка Гомельського району Гомельської області.

## Пасажирське сполучення
На зупинному пункту Соколка зупиняються поїзди регіональних ліній економ-класу сполученням: 
- Гомель — Круговець
- Гомель — Куток
- Гомель — Терехівка.